# Bruno Bušić
Ante Bruno Bušić (Donji Vinjani kraj Imotskog, 6. listopada 1939. – Pariz, 16. listopada 1978.), zagovornik demokratske, suverene i slobodne Hrvatske. Bio je disident, novinar, književnik, povijesni istraživač, karizmatični prognanik 1970-ih godina i politički vođa hrvatske emigracije.

## Životopis

### Rani život i školovanje
Bruno Bušić rođen je 6. listopada 1939. godine u selu Vinjanima Donjim kraj Imotskoga, u zaseoku Bušića Draga, kao sin Josipa (Joze), sudskoga službenika i pravnika, i Ane rođene Petric iz hercegovačkih Vinjana kraj Posušja. Majka mu je umrla 1943. godine. Osnovnu je školu pohađao u rodnom mjestu Vinjanima Donjim.
Za vrijeme gimnazijskog školovanja došao je pod prismotru UDBE zbog anonimne ankete u kojoj je izrazio kritiku komunističke Jugoslavije. Kao đak, isticao se kratkim pričama koje je objavljivao u vodećim omladinskim listovima. Godine 1955. dobio je nagradu Poletova žirija u kome su sjedili Mirko Božić i Zlatko Tomičić. 1955. godine dva puta bio je zatvoren.
Bio je članom Tajne organizacije hrvatske inteligencije, organizacije imotskih gimnazijalaca. 1957. godine, kao maturant bio je izbačen iz gimnazije bez prava upisa u bilo kojoj gimnaziji na prostoru Jugoslavije a tek nakon dvije godine, nakon što su promijenjeni propisi, nastavio je školovanje u Splitu. Maturirao je 1960. godine u gimnaziji u Splitu, a potom je upisao filozofiju i francuski na Filozofskome fakultetu u Zagrebu, no brzo se ispisao i, na očevo inzistiranje, upisao na Ekonomski fakultet. Diplomirao je u redovitom roku 1964. godine diplomskim radom Moral i socijalizam.

### Nakon školovanja
Nakon završetka studija Bušić se je zaposlio u poduzeću za geološko-rudarska i građevinska istraživanja, konsolidaciju tla i projektiranja, od kojeg je zadnje godine studija dobivao stipendiju. Ubrzo je, slučajno, doznao za mogućnost zaposlenja u Institutu za historiju radničkog pokreta Hrvatske koji je osnovao i vodio dr. Franjo Tuđman. Rješenje o tom njegovu zaposlenju 23. lipnja 1965. godine potpisao je ravnatelj Instituta Franjo Tuđman. Sredinom 1965. godine Bušić je bio zatvoren a početkom 1966. godine bio je osuđen na 10 mjeseci zatvora zbog čitanja emigrantskoga tiska i "neprijateljske propagande". Nakon osude bio je, do pravomoćnosti presude, pušten na slobodu i to je iskoristio za bijeg u Austriju, 24. listopada 1966. godine. Nakon što ga je dr. Tuđman nagovarao na povratak, Bušić se je vratio u prosincu 1966. godine a kako je tada uslijedilo političko popuštanje (nakon pada Aleksandra Rankovića) nije bio ni pozivan na izdržavanje ostatka kazne. Od 9. broja Hrvatskoga književnoga lista bio je jednim od urednika toga lista. Nakon gašenja Hrvatskoga književnoga lista krajem 1969. godine otišao je u Pariz gdje je ostao, živjevši "u nekom poluizbjeglištvu", do travnja 1971. godine kada se je vratio u Zagreb. Po povratku u Zagreb zaposlio se je u novopokrenutome Hrvatskome tjedniku a od 13. broja ušao je u uredništvo toga lista u kojemu je bio do zadnjega broja. Nakon udara u Karađorđevu Bušić je bio zatvoren 12. prosinca 1971. godine. Bio je optužen zbog navodnih veza sa suradnikom jedne zapadne obavještajne službe a tužitelj ga je nadalje optužio kako je "objavio više članaka u Hrvatskom književnom listu, Studentskom listu i Hrvatskom tjedniku u kojima se deklarirao kao protivnik društvenog i političkog uređenja u nas. On je pozivao na nasilnu i protuustavnu promjenu društvenog uređenja, na razbijanje bratstva i jedinstva naroda SFRJ i zlonamjerno i neistinito prikazivao društveno-političke prilike u zemlji". Odbio je braniti se kada je u veljači 1972. godine optužnica protiv njega proširena zbog špijunaže. Suđenje je trebalo biti 28. lipnja 1972. godine ali je odgođeno. Okružni sud u Zagrebu izdao je obavijest o odgodi suđenja do jeseni iste godine, navodeći kako se istraga nije mogla okončati zbog Bušićeve govorne mane. Na suđenju na jesen 1972. godine osuđen je na dvije godine zatvora koje je izdržavao u Staroj Gradiški. Iz zatvora izašao je u prosincu 1973. godine i bio je proganjan na razne načine te se nije mogao zaposliti a krajem 1974. godine bio je pretučen u Dubrovniku, na Stradunu, od petnaestak nepoznatih osoba. S njim je bio Joseph Levy student iz Jeruzalema kojega nisu dirali. To su sve promatrala i dva milicionera no nisu ništa poduzeli. Bušić je podnio tužbu protiv dubrovačke policije no javni tužitelj nije mu na nju ni odgovorio. Krajem rujna 1975. godine napustio je ilegalno SFRJ i u Engleskoj, u Londonu, dobio je politički azil. U Londonu je bio u uredništvu časopisa Nova Hrvatska, za koji je i pisao, do travnja 1976. godine. Na izborima za 2. Sabor Hrvatskoga narodnoga vijeća, 1977. godine, uz najviše glasova, izabran je na čelo Ureda za propagandu. U tome svojstvu izdao je i nekoliko brojeva Vjesnika HNV-a. Na prolazu kroz Pariz, kada se je pripremao za sastanak Izvršnoga i Saborskoga odbora HNV-a, ubijen je u atentatu.

## Atentat
Bruno Bušić ubijen je u 23.20 sati, 16. listopada 1978. godine, u Parizu u ulici Belleville 57, iz zasjede su ga pogodila dva od pet metaka iz pištolja "Astra" kalibra 7,65 mm. Ubio ga je plaćeni ubojica Službe državne sigurnosti (UDBA), zloglasne jugoslavenske tajne policije. Bio je pokopan 23. listopada 1978. godine na pariškome groblju Père-Lachaise uz nazočnost oko 1.200 Hrvata. Na nadgrobnoj ploči bili su uklesani stihovi Dobriše Cesarića iz pjesme "Trubač sa Seine" na hrvatskome i francuskome jeziku:
Ja, skoro prosjak, duh slobode širim, 
Pa ma i nemo na svom grobu svijeću, 
Ja neću, neću, neću da se smirim. 
Ko svježi vjetar u sparinu pirim, 
A kada umor svlada duše lijene, 
Na otpor trubim ja, trubač sa Seine!
U grobu s njim ležao je kamen iz Hrvatske, s torbom na kojoj je bio hrvatski grb i cvijet majčine suzice. Njegovi posmrtni ostatci preneseni su u Hrvatsku i 16. listopada 1999. godine pokopani u Aleji branitelja na zagrebačkom groblju Mirogoju.
Tijekom dužeg razdoblja, informacije o djelovanju Službe državne sigurnosti su upućivale da bi izvršitelj atentata na Brunu Bušića mogao biti agent SDS Vinko Sindičić. Sindičić je na suđenju priznao da je od SDS dobio nalog da ubije Bušića i da je radi izvršenja atentata bio putovao u Pariz; međutim da je poslije odbio nalog i nije ubio Bušića: u nedostatku dokaza, Sindičić je oslobođen optužbe.

## Titovo odobrenje ubojstva Brune Bušića
Jerko Dragin, riječki udbaš koji je držao na vezi agenta Vinka Sindičića, u jednoj je od izjava prenio informaciju da je Josip Broz Tito bio odobrio Bušićevo ubojstvo:
„Kasnije sam nakon duljeg vremena od Stanka Čolaka ili Miće Marčete saznao da je Franjo Herljević, tada savezni ministar unutarnjih poslova tadašnje Jugoslavije, prethodno ishodio suglasnost vjerojatno od 'Saveznog savjeta za zaštitu ustavnog poretka' Predsjedništva tadašnje SFRJ - predsjednika Tita - i dobio odobrenje za ovakvu akciju ubojstva.“
Predsjednik Saveznog savjeta za zaštitu ustavnog poretka u vrijeme Bušićeva ubojstva bio je Vladimir Bakarić, član Predsjedništva SFRJ. Članovi su bili Lazar Koliševski i Vidoje Žarković također iz Predsjedništva SFRJ, Stane Dolanc kao predstavnik Izvršnog komiteta Predsjedništva CK SKJ, Džemal Bijedić, predsjednik Saveznog izvršnog vijeća (SIV), kao i ministri unutarnjih, vanjskih poslova i obrane - Franjo Herljević, Miloš Minić i Nikola Ljubičić. Tajnik Savjeta bio je Milislav Đurić, rukovoditelj Službe za pitanja državne sigurnosti Predsjedništva SFRJ. Tajnik Saveznog savjeta za međunarodne odnose, u čijoj je nadležnosti bilo analiziranje posljedica Bušićeve likvidacije na odnose SFRJ s inozemstvom, bio Lazar Udovički, stari NKVD-ov školarac.

## Politička stajališta
- Odgovor gimnazijalca Brune Bušića na deseto anketno pitanje, ankete dobivene u školi 1956. kao (navodno) anonimni zadatak, a koje je osmislila i gimnaziji nametnula UDBA: „Što ti se čini je li bolji stari sistem ili današnji?“

„Naravno da sistem stare Jugoslavije nije bio dobar, ali isto tako ni današnji sistem ne valja iako je nešto bolji. Za vrijeme stare Jugoslavije bilo je dosta gladnih, žednih, bosih, golih, ali ima ih i danas, iako u manjem broju. Međutim, svaki dan raste broj nezaposlenih. Stara Jugoslavija je zato dopuštala veću slobodu mišljenja, dok je sada novi sistem skučio slobodno izricanje misli i ugušuje svaku klicu narodnosti. Narodna Republika Bosna i Hercegovina nije dodijeljena Hrvatskoj iako Hrvatska ima na nju svoja pradavna prava, a to bi morala Srbija svakako priznati. Kako je Srbiji priključena Vojvodina i Kosovsko-Metohijska oblast, tako bi i Hrvatskoj morala biti priključena Bosna i Hercegovina. No, osim toga Srbi vode propagandu u Bosni i Hercegovini te šalju svoje učitelje i profesore među Hrvate, koji vrše posrbljivanje na više načina. Štampa srpska također nastoji što više prodrijeti u područje Bosne i Hercegovine. Mislim da nije potrebno spominjati masovno ubijanje zarobljenika za vrijeme rata i u razdoblju poslije rata i ostala nasilja.“
- U uvodu svoje knjige Hrvatski Ustaše i Komunisti Bušić piše:

„Oni kojima je u presudnim vremenima zatajila hrvatska svijest i ljudska savjest, tj. oni koji su hrvatskom ustaškom pokretu nastojali dati fašistička obilježja i oni koji su iz hrvatskih komunista nastojali istisnuti misao hrvatskog suvereniteta, nastoje potisnuti u zaborav stare postojane veze između hrvatskih ustaša i komunista, te prizivaju u sjećanje stare nesreće i zlokobne, prevladane opreke. Istinski hrvatski komunisti i ustaše podjednako su duboko u sebi nosili ideju slobodne i nezavisne Hrvatske i njenog punog suvereniteta unutar hrvatskih povijesnih i etničkih granica.“
a na str. 36. – 37.:
„Oni koji ne mogu naći dovoljno snažno umirujuće opravdanje za svoje vlastite pogreške, za svoju vlastitu sukrivnju zbog sadašnjeg položaja Hrvatske i oni koji ne žele ništa žrtvovati, ništa riskirati, da bi se taj položaj izmijenio i da bi se "misao hrvatskog suvereniteta" pretvorila u "djelo i svršen čin od međunarodnog značaja" skloni su izjave hrvatskih komunista, ali i hrvatskih ustaša, razmatrati tek kao demagoške, prijetvorne riječi s kojima su htjeli izazivati treptaje u narodu, njegove sklonosti i nesebičnu, ustrajnu privrženost. Oni zato, prikriveno ili otvoreno, stalno podsjećaju na stare krivnje, krv i smrt, pa sve zlo pripisuju jednoj strani i jednoj vlasti, onoj ratnoj ili ovoj poslijeratnoj, i neće da znadu da je svaka vlast samodopadna, pa zbog toga i bezumna i da svaki pojedinac u svakom trenutku mora učiniti sve što je u njegovoj moći da tu bezumnost obuzda i da je nastoji očovječiti. Mnogi hrvatski intelektualci, koji su trebali biti savjest svoga naroda, bezumlje i nerazborite postupke vlasti, ne samo da nisu suzbijali, već su ih i poticali, pjesme im pjevali. Zbog toga su mnogi hrvatski komunisti umrli pod plutonima ustaških pušaka, zbog toga su Bleiburg i sadašnji teror velikosrpske Jugoslavije nad hrvatskim narodom bili gotovo neizbježni. Podjednaka je krivnja na onim hrvatskim klerikalcima koji su u izvorni nefašistički pokret hrvatskih ustaša unijeli fašistička obilježja, kao i na onim hrvatskim marksistima, koji su misao hrvatskog suvereniteta podredili ideji klasne borbe i svjetske revolucije.“

## Djela
- A report on the prison situation in Croatia, Croatian Information Service, Arcadia, 1975.
- UDBA Archipelago: Prison Terror in Croatia, Croatian Information Service, Arcadia, 1976.
- Ivan Bušić-Roša, hajdučki harambaša, Liber Croaticus Verlag GmbH, Mainz, 1977. (prir.)

### Posmrtno
- Pjesma Bruni Bušiću, Liber, Mainz, 1979.
- Hrvatski ustaše i komunisti, Hrvati iz Vancouvera, B.C., Kanada, (ur. Rudolf Arapović), Washington, D.C. 1979.
- Jedino Hrvatska: sabrani spisi, Ziral, Toronto-Zurich-Roma-Chicago, 1983., (2. proš. izd. Bruno Bušić. Jedino Hrvatska!: sabrani spisi, 1-3, prir. Anđelko Mijatović, Fram-Ziral, Mostar-Zagreb, 2005.)
- Svjedok pomirbe. Ante Bruno Bušić, (prir. i ur. Mladen Pavković), Udruga hrvatskih branitelja dragovoljaca domovinskog rata, Zagreb, 1995.

## Odličja
- 1995.: Red kneza Domagoja s ogrlicom[20]
- 1995.: Red Stjepana Radića[21]

## Zanimljivosti
- Predak Bruna Bušića Ivan Rošo Bušić bio je čuveni hrvatski hajduk. O njemu je 1977. godine priredio knjigu Ivan Bušić-Roša, hajdučki harambaša (Mainz, 1977.) u kojoj u predgovoru (Roša harambaša, str. 5. – 12.) piše o svom pretku uspoređujući ondašnju političku borbu našeg naroda i tadašnju:

»Za hrvatskog ratnika i oporbenjaka, onda kao i sada, nije bilo razumijevanja i milosti ni na jednoj strani svijeta, ni u jednoj državi.«
- Unatoč inicijativama, Filozofski fakultet u Zagrebu odbio je postaviti spomen-ploču s njegovim imenom među ostalim zaslužnim studentima.[23]